# باربارا پارک
باربارا لین پارک (به انگلیسی: Barbara Lynne Park) نویسنده امریکایی کتاب کودکان است.

## زندگی
پارک در ۲۱ آوریل ۱۹۴۷ در ایالت نیوجرسی ایالات متحده آمریکا بهدنیا آمد. پدرش یک بازرگان بود. در سال ۱۹۶۵ به کالج رایدر رفت و ۲ سال بعد با مدرک فوق دیپلم فارغ‌التحصیل شد. در سال ۱۹۶۷ به دانشگاه آلاباما رفت و در سال ۱۹۶۹ از آنجا نیز فارغ‌التحصیل شد. او در همان سال با شخصی به نام ریچارد ای پارک ازدواج کرد. وی در شهر فینیکس، ایالت آریزونا زندگی می‌کرد و دو پسر به نام‌های استیون و دیوید دارد.

## آثار ترجمه شده به فارسی
باربارا پارک کتاب‌های زیادی نوشته ولی مشهورترین آن‌ها سری کتابهای جونی بی جونز است که در میان کودکان طرفداران زیادی دارد. چند جلد از کتابهای جونی بی جونز توسط امیرمهدی حقیقت به فارسی ترجمه شده‌است.
- میک هارته این‌جا بود. باربارا پارک. ترجمه‌ی نازنین دیهیمی. تهران: ماهی‏، ۱۳۸۸. شابک ۹۷۸-۹۶۴-۲۰۹-۰۵۷-۰
- عملیات دک کردن کپک. باربارا پارک. ترجمه‌ی نازنین دیهیمی. تهران: ماهی‏، ۱۳۸۸. شابک ‎۹۷۸-۹۶۴-۲۰۹-۰۵۸-۷
- برادرم اینجا بود. باربارا پارک. ترجمه‌ی نازنین دیهیمی. تهران: ماهی‏، ۱۳۸۹. شابک ۹۷۸-۹۶۴-۲۰۹-۰۷۱-۶
- از من نخواهید لبخند بزنم. باربارا پارک.  ترجمه‌ی نازنین دیهیمی. تهران: ماهی، ۱۳۹۳. شابک ۹۷۸-۹۶۴-۲۰۹-۰۷۶-۱